# McIntosh (Alabama)
Pour les articles homonymes, voir McIntosh.
McIntosh est une municipalité américaine située dans le comté de Washington en Alabama.
Selon le recensement de 2010, sa population est de 238 habitants. La municipalité s'étend sur 1,00 milles carrés (2,59 km2).
La localité doit son nom à un promontoire (McIntosh Bluff) situé à proximité, sur l'ancienne propriété de John McIntosh. McIntosh devient une municipalité en 1970.

## Démographie
| 1970 | 1980 | 1990 | 2000 | 2010 | - | - | - |
| ---- | ---- | ---- | ---- | ---- | - | - | - |
| 297  | 319  | 250  | 244  | 238  | - | - | - |